# Sonja Smolec
Sonja Smolec (Pula, 1953. ) hrvatska je književnica i pjesnikinja. Od 1956. do 1985. živjela u Zagrebu, od 1985. u Velikoj Gorici, a  sada živi u Puli.
Počevši pisati još u ranoj dobi, Sonja Smolec gaji interes kako za pisani oblik tako i za slikarstvo. Kao učenik osnovne i srednje škole, bila je aktivna u vannastavnim programima kao učenički predstavnik školske knjižnice. Osim toga, njeni radovi povremeno su objavljivani u školskim časopisima. Bila je članicom likovne grupe '69 ", ali se zbog obiteljskih obveza nije više mogla ozbiljnije posvetiti i slikarstvu.
Priče iz knjige Tajna ima krila, Div i Snježana, dramski su obrađene i izvedene na Prvom programu Radio Zagreba, Obrazovni program, u izvedbi poznatog hrvatskog glumca Pere Kvrgića i članova Dječjeg kazališta iz Zagreba. Priče Renata i Helena emitirao je Hrvatski katolički radio, a Priče za laku noć HRT.
Urednica je nekolko knjiga poezije domaćih i inozemnih autora.
Članica je Hrvatskog društva književnika za djecu i mlade i Društva hrvatskih književnika.

## Djela
Knjige za djecu:
- Tajna ima krila - zbirka priča, 2002. - Naklada Szabo A3 Data, Zagreb, Hrvatska, ISBN 953-6442-40-X
- Kamen Tvrtko - zbirka priča - e-knjiga, 2006. - Naklada Spark, Velika Gorica, Hrvatska, ISBN 953-99293-4-2
- Kamen Tvrtko - zbirka priča, 2008. Lulu - SAD, ISBN 978-1-4092-3601-6
- Kineski zvončići - roman za djecu, 2008. - Naklada Albatros, Velika Gorica, Hrvatska,ISBN 978-953-6127-59-7
- The Girl with Pink Glasses - roman za djecu na engleskom jeziku, 2010., Naklada AG Press, SAD,ISBN 978-1450707527
- Halo, Zemlja zove Snježanu! - roman za djecu i mlade, 2010. - Naklada Alfa, Zagreb, Hrvatska, ISBN 978-953-297267-2
- Der Stein Hartwig (prijevod na njemački) - Zbirka priča, 2013. - Naklada R. G. Fischer Verlag, Frankfurt am Main, Njemačka, ISBN 978-3-8301-9844-4
- Djevojčica s ružičastim naočalama - roman za djecu i mlade, 2013. - Naklada Kalliopa, Našice, Hrvatska, ISBN 978-953-7535-179
- Moja sestra Sarah - roman za mlade, 2015. - Naklada Hrvatsko društvo književnika za djecu i mlade, Klub prvih pisaca, Biblioteka Velika, Zagreb, Hrvatska, ISBN 978-953-7190-43-9
- Moja polovica Mjeseca - roman za mlade, 2017. - Naklada Bošković, Split, ISBN 978-953-263-384-9
- Prva klupa do prozora - roman za mlade, 2017. - Naklada Bošković, Split, ISBN 978-953-263-394-8
- Marama s bubamarama - roman za djecu i mlade, 2017. - Naklada Semafora, Biblioteka Zelena, Zagreb, ilustracije Sanja Pribić, ISBN ISBN 978-953-7341-909
- Da ti nije palo na pamet! - roman za djecu i mlade, 2018. Naklada Bošković, Split, ISBN 978-953-263-435-8
- Malena i Klepetan,- slikovnica, 2018. Izdanja Antibarbarus, Zagreb, ISBN 978953-249-174-6
- Zefir, 2019.  roman za mlade, Naklada Bošković, Split, ISBN 978-953-263-486-0
- Predskazivač, Projekt A.N.R.A.D., roman za mlade, 2019. Knjiga prva, Naklada T.I.M. Rijeka, ISBN 978-953-7780-76-0
- Predskazivač 2, Prijatelj, roman za mlade, 2019. Knjiga druga, Naklada T.I.M. Rijeka, ISBN 978-953-7780-78-4

- Predskazivač 3, Čišćenje, roman za mlade, 2019. Knjiga druga, Naklada T.I.M. Rijeka, ISBN 978-953-7780-84-5
- Priče iz sobe na kraju hodnika, Naklada T.I.M. Rijeka, ISBN 978-953-7780-90-6
- Povedi me kući, Naklada Bošković, Split, ISBN 978-953-263-759-5

Knjige za odrasle:
- Ada - novela, 2018. Naklada Bošković, Split, ISBN 978-953-263-433-4
- Kutija s mirisom jorgovana - Djetinjstvo na dlanu, autobiografija, 2024. Naklada Društvo za promicanje kulture "Kvaka", Velika Gorica, ISBN 978-953-8417-29-0

Knjige poezije:
- Poezija S. Smolec je objavljena u mnogim domaćim i međunarodnim časopisima i zbirkama poezije, internetskim časopisima i blogovima u državama kao što su Švedska, Izrael, Mađarska, Nigerija, Južna Afrika, SAD, Njemačka, Kanada...

## Nagrade
S. Smolec dobitnik je prestižne međunarodne nagrade za kratku priču do 100 riječi u natječaju organiziranom pod pokroviteljstvom fundacije César Egido Serrano, Španjolska.
Tom prigodom održano je svečano primanje kod Princeze Letizije, sadašnje Španjolske kraljice (3 svibanj 2012 )*  
Nagrađena priča "Night Howl" *   Arhivirana inačica izvorne stranice od 2. lipnja 2012. (Wayback Machine)
Službena stranica Njegovog Veličanstva, Don Juan Carlosa, Kralja Španjolske * 
Musseo de la Palabra, Quero, Toledo, Spain * 
Na natječaju Udruge Webstilus osvojila je nagradu za najljepšu zbirku poezije za 2014.godinu - Korijeni. Udruga Webstilus objavila je nagrađenu zbirku.
Sonji Smolec je za roman za djecu i mlade „Marama s bubamarama" 7. lipnja 2018., u Velikom Grđevcu, na 31. Lovrakovim danima dodijeljena nagrada "Mato Lovrak" za najbolji dječji roman. Roman je tiskan 2017. godine u nakladi nakladničke kuće Semafora.   Arhivirana inačica izvorne stranice od 12. lipnja 2018. (Wayback Machine)
Za roman Predskazivač, koji je objavljen u nakladi Studio TiM Rijeka, godine 2021. u kategoiji "Young Adult", autorica dobiva nagradu Artefakt koja se tradicionalno dodjeljuje svake godina na Rikonu, za najbolja domaća žanrovska ostvarenja objavljena prethodne godine. 

## Vanjske poveznice
- Mali ženski razgovori sa spisateljicom Sonjom Smolec
- Hrvatsko društvo književnika za djecu i mlade
- Društvo hrvatskih književnika  Arhivirana inačica izvorne stranice od 22. travnja 2017. (Wayback Machine)
- ISNI: 0000 0004 1850 4637